# Sznur modlitewny
Sznur modlitewny – przedmiot służący kultowi religijnemu, używany w celu ułatwienia odprawiania modlitwy o charakterze cyklicznym, w której ma miejsce wielokrotne powtórzenie jej składowej części. Używany w większości religii świata zarówno do modlitwy, jak i medytacji.

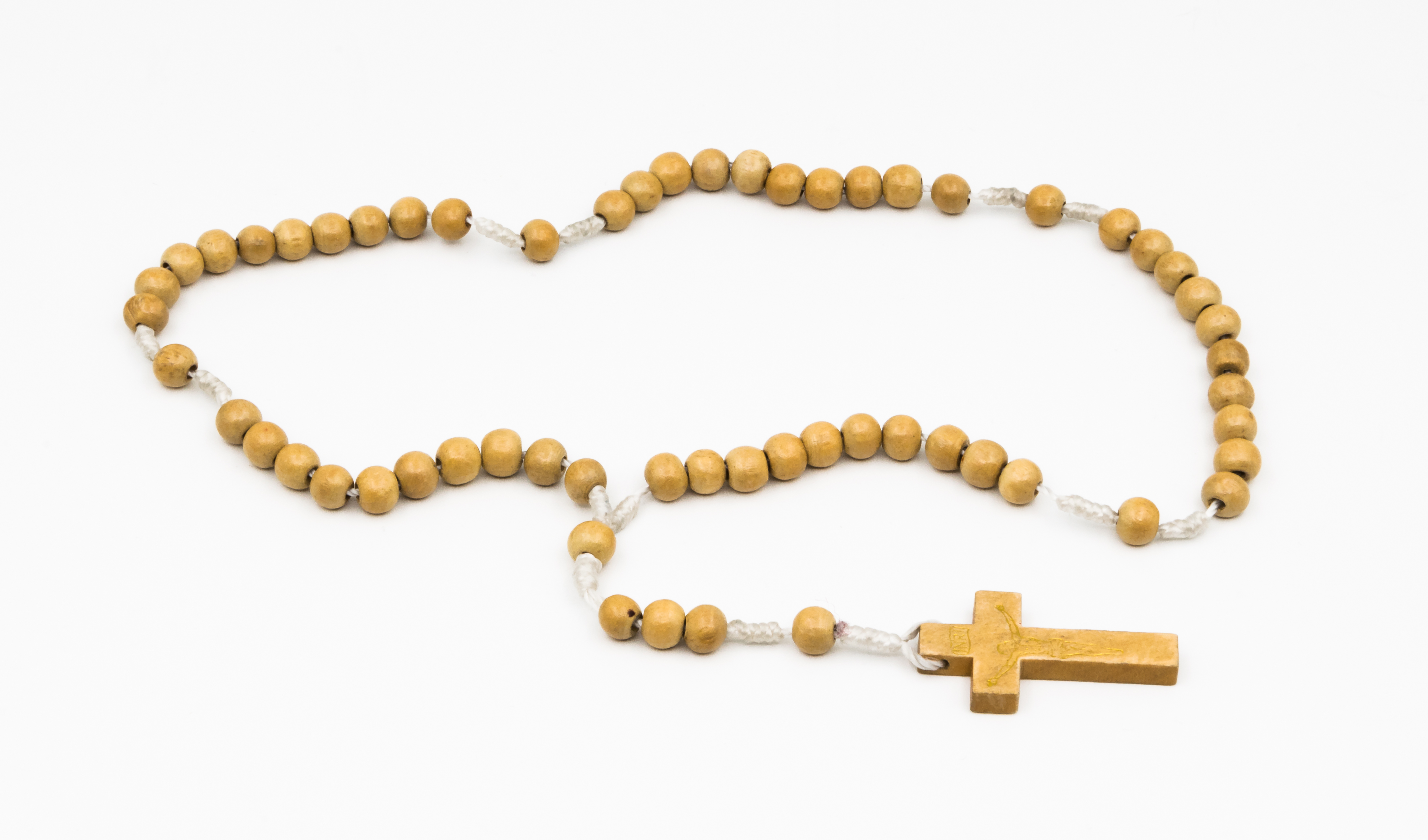
różaniec (katolicyzm)
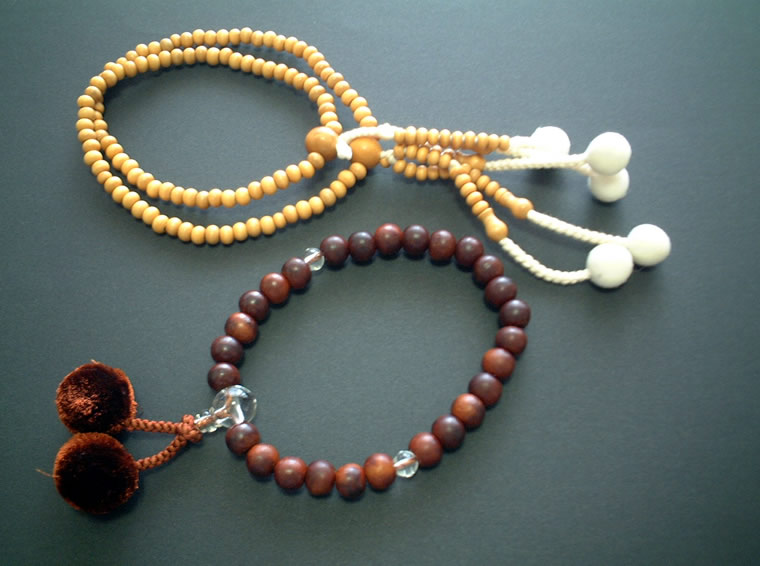
mala (buddyzm) i rudraksza (hinduizm)
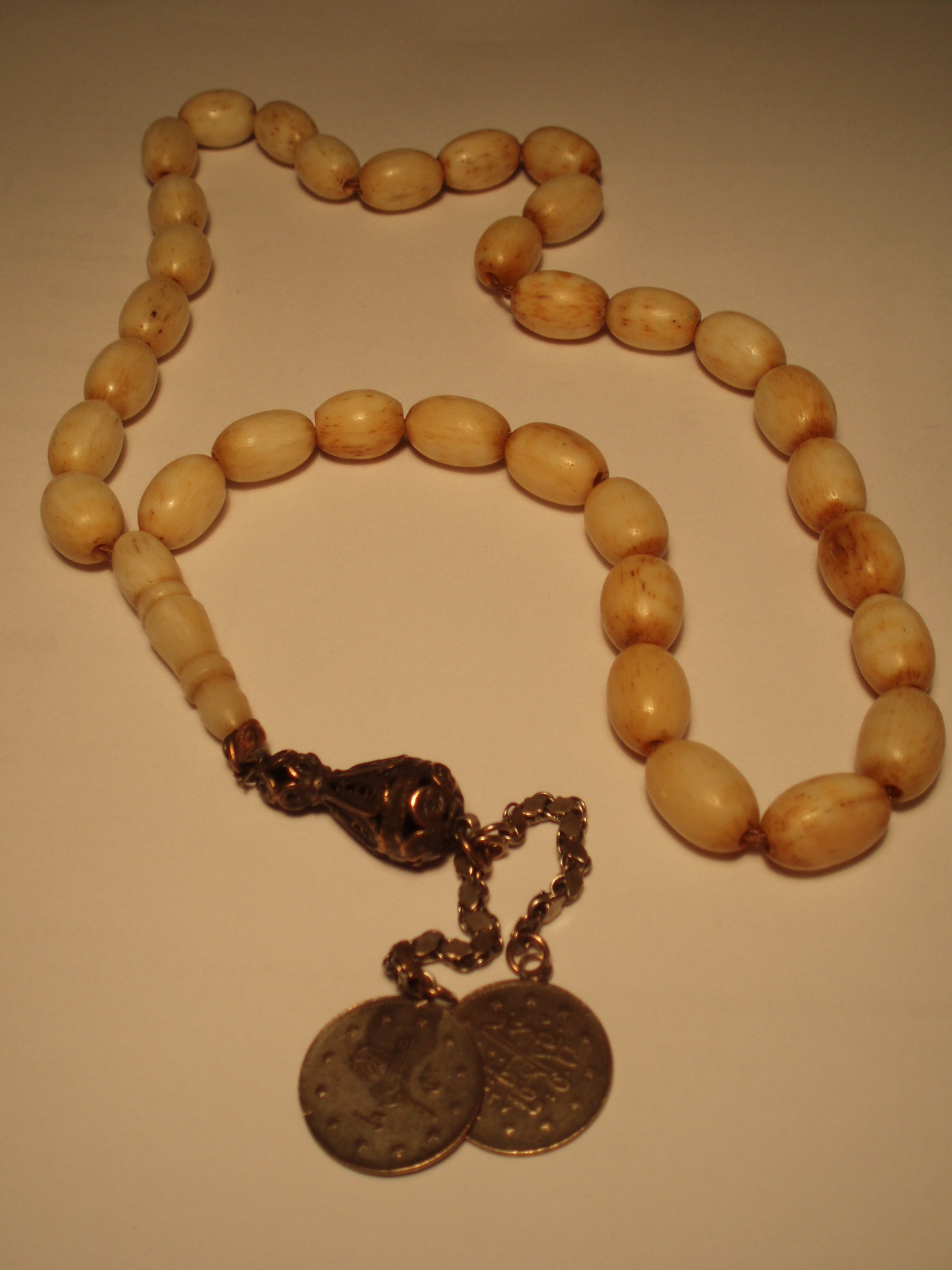
subha (islam)

## Chrześcijaństwo
W katolicyzmie używany jest różaniec, służący do odmawiania modlitwy o tej samej nazwie oraz do odprawiania Koronki do Miłosierdzia Bożego. W średniowiecznym chrześcijaństwie przy pomocy sznura modlitewnego zwanego paternoster odmawiano modlitwę Ojcze nasz. W chrześcijaństwie prawosławnym przy pomocy sznura modlitewnego (czotków) odmawia się głównie tzw. modlitwę jezusową.

## Islam
Tasbih, Misbaha, Masbaha, Subha muzułmański – sznur modlitewny składający się z 33 lub 99 koralików wykonanych w różnych materiałów: najczęściej z drewna, plastiku, kości słoniowej, pereł, bursztynu czy nasion oliwki; Często zakończony jest frędzlem lub ozdobnym koralikiem. Używany przez muzułmanów do odmawiania 33 razy lub 3-krotności tej liczby, czyli 99 razy jednego z atrybutów Boga, np.: Chwała Bogu lub Bóg jest wielki, albo On, który przychodzi lub 99 imion Allaha. Rzadziej odmawia się jednym ciągiem wszystkie 99 atrybutów Boga, gdyż trudno jest je zapamiętać i zazwyczaj poprzestaje się na jednym dowolnie wybranym atrybucie i jego powtarzaniu.

## Buddyzm
Jamdze, Mae – buddyjski sznur modlitewny, znany pod nazwą mala i służący głównie do odliczania mantr podczas medytacji. Używany też przez buddystów do odmawiania 108 razy jednej z mistycznych formuł, określających cnoty lub atrybuty oświeconego Buddy, np. O klejnocie w lotosie (klejnot to Budda i jego nauka, a lotos to świat). Podczas odmawiania tych inwokacji często czyni się pokłony.